# Tempel van Artemis in Korfoe

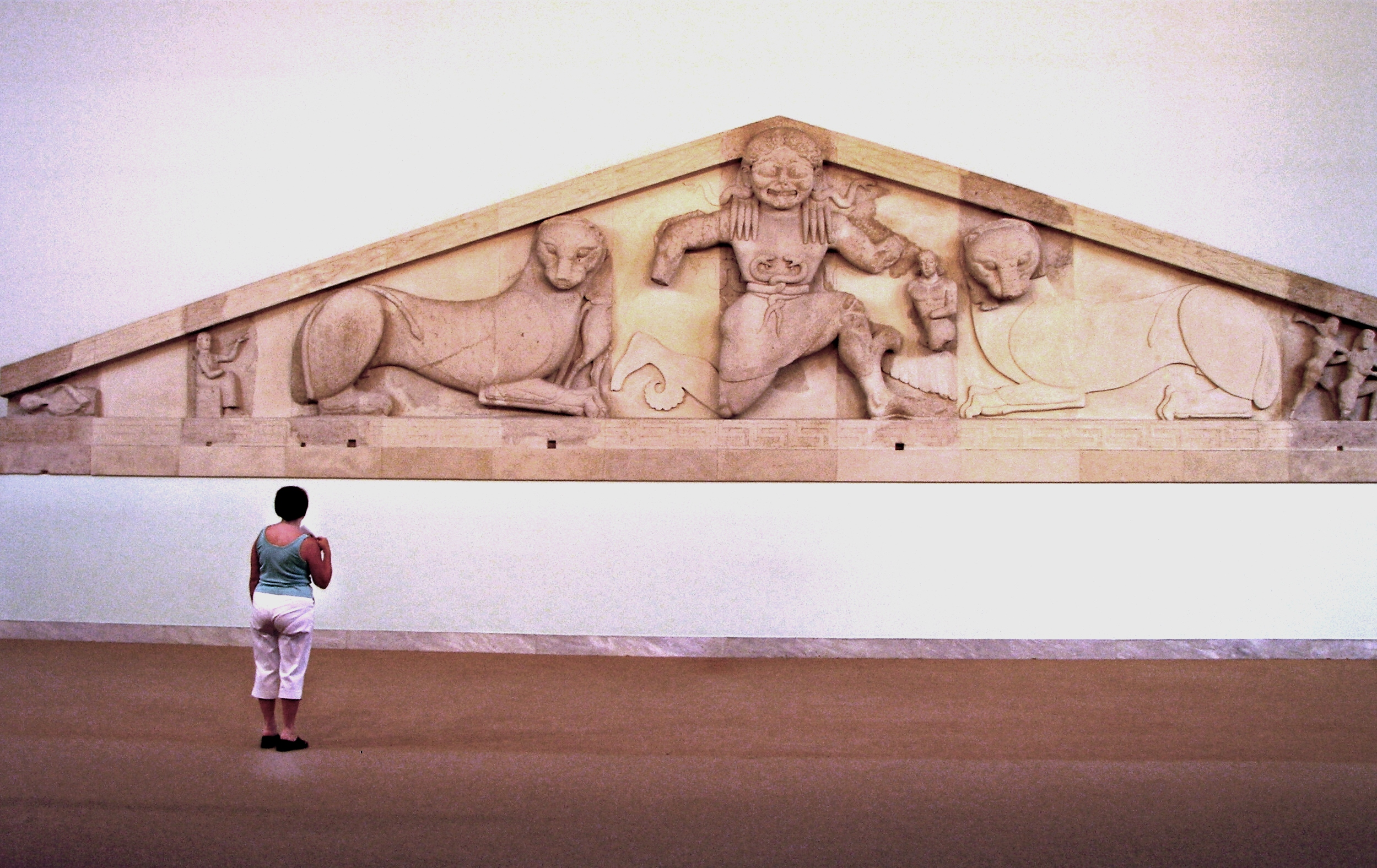
Het fronton, met Medusa en haar kinderen: links een restant van Pegasus en rechts van Chrysaor.

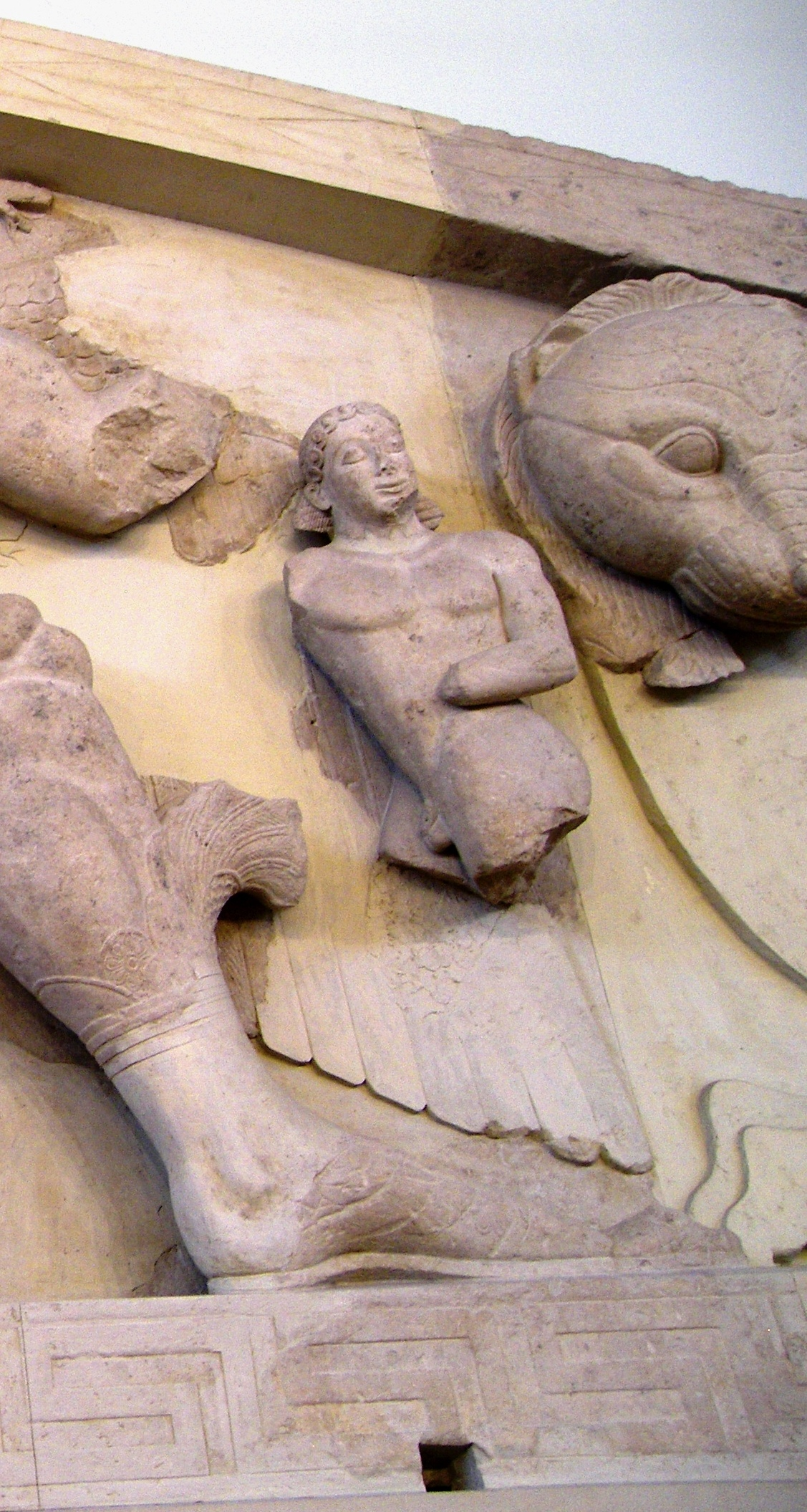
detail, Chrysaor

De tempel van Artemis in Korfoe was gewijd aan de godin Artemis en werd gebouwd in ca. 590 v.Chr. in Corfu.
Er zijn slechts weinig restanten van deze tempel overgebleven. De opgravingen gebeurden in 1911 nabij het klooster van Agioi Theodoroi.
In het fronton stond een Medusagorgon in knielauf houding afgebeeld, geflankeerd door twee leeuwinnen. Dit bevindt zich thans in het Archeologisch Museum van Korfoe.
In het kleine heiligdom van Artemis in Kanoni in Korfoe werden kleine terracotta beeldjes van de godin Artemis in grote hoeveelheden teruggevonden.
Heiligdommen en tempels gewijd aan de godin Artemis waren in de Oudheid verspreid over het hele Middellandse Zeegebied.